# Älgsjön (Toarps socken, Västergötland)
Älgsjön är en sjö i Borås kommun i Västergötland och ingår i Ätrans huvudavrinningsområde.